# Dehradun
Dehradun (in hindi देहरादून) è una municipal corporation dell'India; è capitale dello stato federato dell'Uttarakhand e capoluogo del distretto di Dehradun. Con i suoi 578.420 abitanti, la città rientra nella classe I (da 100.000 persone in su).

## Geografia fisica
La città è situata a 30° 19' 0 N e 78° 1' 60 E e ha un'altitudine di 656 m s.l.m..

## Società

### Evoluzione demografica
Al censimento del 2001 la popolazione di Dehradun assommava a 447.808 persone, delle quali 236.852 maschi e 210.956 femmine. I bambini di età inferiore o uguale ai sei anni assommavano a 46.744, dei quali 24.570 maschi e 22.174 femmine. Infine, coloro che erano in grado di saper almeno leggere e scrivere erano 343.624, dei quali 192.672 maschi e 150.952 femmine.